# Thalamoporella stapifera
Thalamoporella stapifera är en mossdjursart som beskrevs av Levinsen 1909. Thalamoporella stapifera ingår i släktet Thalamoporella och familjen Thalamoporellidae. Inga underarter finns listade i Catalogue of Life.